# Războiul Crimeii
Războiul Crimeii a durat din 28 martie 1853 până în 1856 și a fost un conflict armat dintre Imperiul Rus, pe de-o parte, și o alianță a Regatului Unit al Marii Britanii și Irlandei, a celui de-al doilea Imperiu Francez, a Regatului Sardiniei și a Imperiului Otoman, pe de altă parte. Este considerat a fi fost unul dintre ultimele războaie religioase pe continent, primul conflict la declanșarea căruia presa și opinia publică occidentală a jucat un rol semnificativ, și care, în același timp, a fost raportat prompt opiniei publice occidentale prin noile mijloace de comunicare (telegraf, presă scrisă, jurnalism independent ('free-lance'); în aceeași notă a premierelor, războiul Crimeii este considerat a fi cel dintâi război total., care a afectat în mod tragic populația civilă expusă la curățire etnică și abuzuri gen viol; în același timp, se incearcă oprirea expansiunii   Rusiei în zona Mării Negre.
Este, de asemenea, războiul care a pus în evidență prăpastia care se căsca deja de pe atunci, în termeni de mentalități și valori pe continentul nostru, între Occidentul catolic și protestant, substanțial secularizat și marcat astfel de forme de religiozitate sobre, pe de-o parte, și Estul ortodox, adâncit în forme de religiozitate pline de ardoare și pioșenie, pe de altă parte: occidentalii percepeau manifestările de religiozitate specifice ortodocșilor veniți în pelerinaj a fi pur și simplu “barbare”, considerându-le “superstiții degradante” sau “ceremonii ipocrite mai rele decât cele mai joase fetișisme de pe malurile vreunui râu din Africa”. Acest clivaj cultural durabil va influența politica occidentală în disputa pe tema Locurilor Sfinte, și va conduce într-un final, împreună cu alți factori, la războiul Crimeii.
Războiul a început în iulie 1853 prin ocuparea de către Imperiul Rus a Principatelor Române ,  sfârșind în martie 1856 când Rusia cere oprirea ostilităților. Prin Tratatul de la Paris (1856) Principatele Române au obținut cu ajutorul  marilor puteri (Marea Britanie și Franța) independența (de facto) față de Rusia și Imperiul Otoman, trei ani mai târziu fondarea Principatelor Unite ale Moldovei și Țării Românești a reprezentat piatra de temelie la crearea statului modern român.
Cele mai multe lupte ale războiului s-au dus în Peninsula Crimeea de la Marea Neagră.

## Războiul

### Începutul războiului

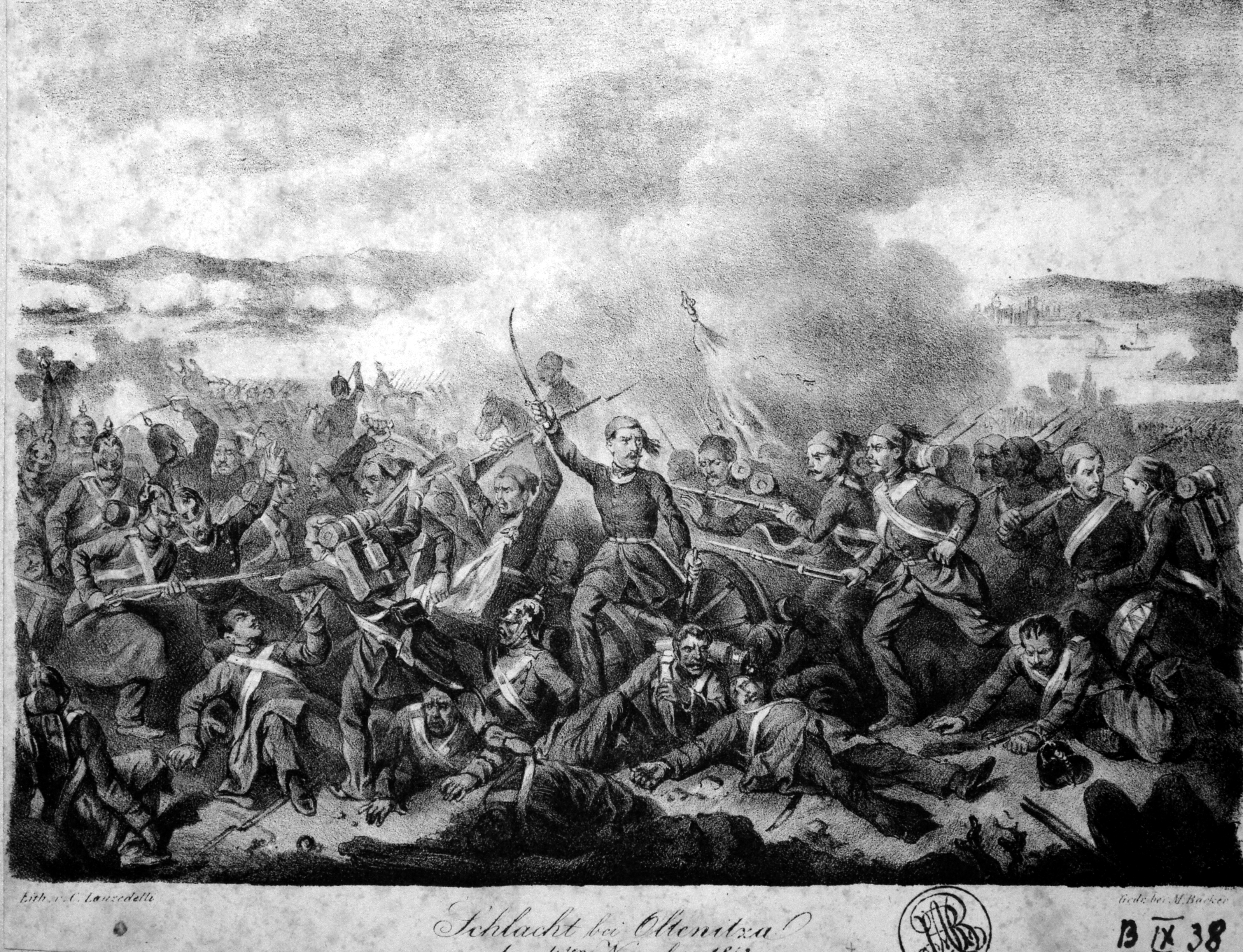
Bătălia de la Oltenița de Karl Lanzedelli

Orice cercetare atentă pentru găsirea cauzei Războiului Crimeii va concluziona că e vorba despre o multitudine de factori: pe de-o parte, liderii politici din Marea Britanie erau alarmați de puterea crescândă a Rusiei, întrucât această evoluție putea să amenințe în Est imperiul colonial britanic; englezii se temeau, astfel, că rușii și-ar putea extinde influența în Persia și în India. Pe de altă parte, opinia publică britanică de orientare liberală, era serios îngrijorată de creșterea puterii rusești, care în ochii ei echivala cu o creștere a influenței conservatismului politic: liberalii britanici, ca și cei francezi, îi percepeau pe ruși a fi principalii promotori ai despotismului și absolutismului în Europa: Rusia era membru fondator al “Sfintei Alianțe”, și era adesea numit “stâlpul reacțiunii”; modul cum, la inițiativa Rusiei, a fost înăbușită Revoluția română de la 1848 de către trupele rusești și otomane, ca și regimul de teroare politică introdus în Principate de către trupele rusești de ocupație (în colaborare cu guvernul reacționar impus de acestea, și în flagrant contrast cu politica liberală aplicată în Principate de către ocupația rusească doar cu 14 ani înainte, când teritoriile românești au primit prima lor constituție prin Regulamentul Organic), ca și intervenția trupelor țariste în Ungaria vecină pentru înăbușirea capitolului local al revoluției pașoptiste din Imperiul Austriac, reprezentau, probabil, suficiente indicii alarmante pentru liberalii întregii Europe asupra adevăratei naturi a Rusiei țariste.
O altă secțiune a populației occidentale, în special franceze, era alarmată de influența pe care rușii (prin numărul cel mai mare de pelerini) și țarismul (prin politica lui de protejare a creștinilor ortodocși din Imperiul Otoman) o dobândesc asupra teritoriilor din Palestina (“Țara Sfântă”). O altă îngrijorare occidentală a momentului: teama statelor germane relevante (Austria și Prusia, membre și ele alături de Rusia în “Sfânta Alianță”) că panslavismul aflat din ce în ce mai mult în grațiile țarului Nicolae I, ar putea provoca revolte ale numeroaselor populații slave (dintre care unele și ortodoxe) trăitoare în imperiul lui Franz-Iosif. Rusia, mai exact țarul Nicolae I, care guverna țara ca despot absolut, considera a fi o misiune religioasă legitimă apărarea obiditelor minorități creștin-ortodoxe din Imperiul Otoman, aflat, deja, în perioada de accelerată decădere. Imperiul țarist fusese extins recent atât în teritoriile tătare de la granița sa sudică, cât și în Caucaz, țarul considerând deja un țel fezabil cucerirea Constantinopolului și al Orientului Apropiat otoman (Palestina, în primul rând). Cum s-a amintit, deja, britanicii au devenit din această cauză (extinderea rapidă a Imperiului țarist) din ce în ce mai temători că noua putere a Rusiei le-ar putea amenința propriul imperiu colonial în Est; alături de francezi, britanicii au invocat atunci, principiul echilibrului de putere pe continent, pentru a interveni în Rusia și a diminua astfel puterea statului lui Nicolae I.
În deceniul al cincilea al secolului al XIX-lea, conducătorii britanici și-au exprimat temerile în legătură cu acțiunile imperialiste de ocupare prin forța de către Rusia a unor țări ca India, Afganistan, Turcia, Moldova și Țara Românească și erau dornici să găsească o cale pentru a contrabalansa această amenințare.
Originea crizei prin care s-a ajuns la Războiul Crimeii stă în chestiunea Locurilor Sfinte. Era vorba de reglementarea drepturilor pelerinajelor, pe de-o parte ale catolicilor latini, pe de alta, ale ortodocșilor, în Locurile Sfinte din Palestina: la Ierusalim, Betleem etc. Pelerinii ortodocși erau mai mulți decât cei latini. Împărțirea locurilor sfinte între grupurile de pelerini fusese reglementată, în 1757, printr-un act al sultanului, care fusese foarte exact. Spre exemplu, la Ierusalim catolicii primiseră dreptul folosirii alternative a  Bisericii Sfântului Mormânt și, cu o altă frecvență, și alte locuri de pelerinaj. La Bethleem ortodocșii au primit altarul principal din Biserica Nașterii Domnului, iar catolicii au primit un loc care se găsește sub biserică. Armenii apostolici au primit, de asemenea, dreptul de folosință al unor altare din aceleași locuri.
Chestiunea era mai complicată, deoarece Franța avea un rol tradițional de protector al catolicilor din Orient, acordat de către sultan în 1740, printr-un acord special. Pe de altă parte, în 1774, prin Tratatul de la Kuciuk-Kainargi, Rusia obținuse protecția pelerinilor de rit ortodox. Prin urmare, în afară de rivalitatea dintre grupurile de pelerini, în realitate, existau două rivalități de influență: influența franceză -  exercitată în folosul catolicilor și influența rusă - exercitată în folosul ortodocșilor.
Din 1774, chestiunea pelerinajelor la locurile sfinte evoluase fără încetare într-un sens favorabil ortodocșilor și, prin consecință, influenței ruse. Printr-o serie de documente succedate, mai ales între 1808 și 1820, într-un timp când Franța fusese învinsă în războaiele napoleoniene și nu putea să intervină direct în politica Orientului, Rusia obținuse pentru pelerinii ortodocși avantaje din ce în ce mai mari; spre exemplu, Biserica Sfântului Mormânt trecuse în mâinile ortodocșilor. Nu există nici o îndoială că pelerinii ortodocși aveau, la mijlocul sec. XIX, o situație mult mai favorabilă decât cea a pelerinilor catolici.  
Aceasta este situația pe care Napoleon al III-lea a vrut s-o schimbe din momentul în care a devenit prinț-președinte. Prin urmare, guvernul francez a început să negocieze cu turcii din luna mai 1850, contestând pozițiile obținute de ortodocșii din Palestina. 
Discuțiile au durat mult timp, iar ca rezultat, la 8 februarie 1852, un firman al sultanului le dădea catolicilor trei chei ale bisericii din Bethleem. Printre altele, catolicii primeau dreptul de a oficia predici la altarul Mormântului Fecioarei. Cu această decizie a sultanului problema părea a fi rezolvată, cel puțin din punct de vedere francez. Dar reacția rușilor la firmanul sultanului era previzibilă. Trimisul lui Nicolae I i-a cerut sultanului să anuleze decizia și să stabilească statu quo ante. În opinia țarului, prestigiul Rusiei în Orient nu trebuia să sufere nici o atingere, de aceea trebuiau luate măsuri cât mai repede. Consulul rus a intervenit energic pe lângă sultan, care a cedat, semnând un nou firman, în martie 1852, anulând decizia luată în urmă cu o lună. Dar documentul era secret, pe când primul act fusese public. Contradicția trebuia, din păcate, să apară la scurt timp. Sultanul nu-și făcea iluzii, el a vrut doar să câștige timp și chiar a reușit să câștige câteva luni.
Când pelerinii au sosit în 1852, conflictul s-a produs. Catolicii au afirmat că lor le aparțineau cheile de la biserica din Betleem, iar ortodocșii că un ordin al sultanului le-a înapoiat-o! Consulul rus a intervenit direct pe lângă administrația turcă, cerându-i să publice decizia secretă a sultanului care restabilea drepturile ortodoxe. Guvernul turc, foarte încurcat, s-a mulțumit să reunească un oarecare număr de notabili din Ierusalim și Bethleem și să le citească firmanul secret al sultanului. Documentul n-a fost publicat însă, astfel încât pelerinii catolici și-au exercitat drepturile fără a ține seama de drepturile obținute ulterior de către Rusia.
În deceniul următor, a fost găsit un pretext în cauza apărării sfintelor locuri creștin-catolice din Palestina. Conform cu tratatelor negociate până la acea vreme, Franța era protectoarea creștinilor catolici din Imperiul Otoman, în vreme ce Imperiul Rus era protectorul creștin-ortodocșilor. Totuși, pentru câțiva ani, călugării catolici și cei ortodocși și-au disputat dreptul de posesiune asupra Bisericii Nașterii Domnului din Bethleem și asupra Bisericii Sfântului Mormânt din Ierusalim. Cele două părți au făcut cereri pe care sultanul nu avea cum să le satisfacă simultan. În 1853, sultanul a dat satisfacție, în final, catolicilor, în ciuda protestelor vehemente ale călugărilor ortodocși.
Țarul Nicolae I al Rusiei a trimis în misiune, la Înalta Poartă, un diplomat, Alexandr Sergheevici Menșikov. Conform mai vechilor tratate, Sultanul Abd-ul-Mejid I se obliga să "protejeze religia creștină și bisericile sale". Menșikov a încercat să negocieze noi tratate, care să fi permis să se amestece în afacerile religioase ale Imperiului Otoman ori de câte ori ruși ar fi considerat inadecvată protecția Sultanului. În același timp, guvernul britanic al primului ministru George Hamilton-Gordon l-a trimis în misiune în Turcia pe Lord Stratford, care a aflat de pretențiile rușilor imediat ce a ajuns la Istanbul. Lord Stratford a reușit să-l convingă pe sultan să respingă cererile rușilor, demonstrându-i că acestea compromit independența turcilor. Benjamin Disraeli a acuzat acțiunile guvernamentale care făceau războiul inevitabil, pornind procesul prin care primul-ministru avea să fie forțat să demisioneze. Imediat după ce a aflat de eșecul diplomatic al lui Menșikov, Țarul a ordonat armatei ruse să intre în Moldova și Valahia, (principate autonome sub suzeranitatea otomană, în care Rusia era considerată ca un apărător special al bisericii ortodoxe), folosindu-se de pretextul eșecului rezolvării problemei Locurilor Sfinte. Nicolae I a crezut că puterile europene nu aveau să protesteze la acțiunea rusă de ocupare a unor teritorii periferice aflate în sfera de influență otomană. În plus, țarul spera ca aceste puteri să-i fie recunoscătoare pentru rolul Rusiei la înăbușirea revoluțiilor europene de la 1848.
Când țarul și-a trimis trupele în cele două principate române, ("Principatele Dunărene"), Marea Britanie, încercând să echilibreze situația, a trimis o flotă în Dardanele, unde i s-a alăturat și o flotă din Franța. În tot acest timp, puterile europene încercau să găsească o soluție de compromis. Reprezentanții britanici, francezi, austrieci și prusaci s-au întâlnit la Viena, unde au redactat o notă, pe care sperau să o găsească acceptabilă atât partea rusă, cât și partea otomană. Nota a fost aprobată de țar, dar a fost respinsă de sultan, care a considerat că redactarea ambiguă lăsa cale liberă pentru prea multe interpretări diferite. Anglia, Franța și Austria au sugerat părții ruse o serie de amendamente care i-ar fi calmat pe turci, dar această nouă inițiativă a fost ignorată de Curtea de la Sankt Petersburg. În vreme ce englezii și francezii au renunțat la ideea negocierilor, austriecii și prusacii mai sperau, totuși, intr-o posibilitate de înțelegere. În această situație, sultanul a declarat război, armatele sale atacând forțele rusești în apropierea Dunării lângă Tulcea. Ca răspuns, flota rusă a atacat flota otomană pe care a distrus-o în bătălia de la Sinope, la 30 noiembrie 1853, ceea ce făcea posibilă debarcarea trupelor terestre pe pământ otoman. Distrugerea flotei otomane și creșterea amenințării rusești au alarmat guvernele francez și britanic, care au luat măsuri imediate pentru ajutorarea turcilor. În 1853, după ce Rusia a ignorat un ultimatum anglo-francez, care cerea retragerea din Principatele Dunărene, Marea Britanie și Franța au intrat în război de partea otomanilor.

### Încercări de menținere a păcii
Țarul Nicolae a presupus că, recunoscători pentru rolul avut în înăbușirea revoluțiilor de la 1848, austriecii aveau să-i fie aliați, sau cel puțin aveau să rămână neutri. Austria se simțea însă amenințată, la rândul ei, de prezența trupelor rusești la Dunăre. Când anglo-francezii au pretins retragerea rușilor din Principatele Dunărene, Austria i-a sprijinit și, deși nu a declarat imediat război Rusiei, a refuzat să se declare neutră. Când, în vara anului 1854, Viena a mai făcut o cerere pentru retragerea trupelor, Rusia s-a temut că Austria avea să intre în război.
Deși principalele motive de război au dispărut după ce Rusia și-a retras trupele din Principatele Dunărene, Anglia și Franța nu au încetat ostilitățile. Hotărâte să rezolve o dată pentru totdeauna așa numită „Problemă orientală”, aliații au propus anumite condiții pentru încetarea focului, și anume: 
- obligația Rusiei de a renunța la protectoratul asupra Principatelor Dunărene;
- abandonarea oricăror pretenții de amestec în treburile interne otomane având ca pretext protejarea creștinilor din Turcia;
- revizuirea Convențiilor Strâmtorilor din 1841 și liberul acces al tuturor națiunilor la navigația pe Dunăre.

Când țarul a refuzat să accepte condițiile de pace, a izbucnit ceea ce avea să fie numit Războiul Crimeii.

### Asediul Sevastopolului

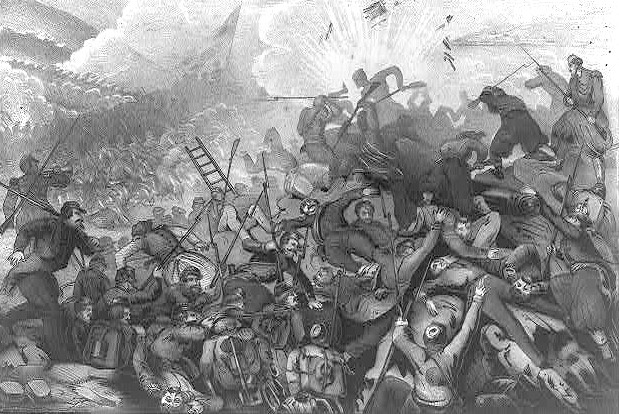
Zuavi francezi și soldați ruși în luptă corp la corp pe Curganul Malahov.

În luna următoare, deși pretextul pentru război dispăruse, trupele aliate au debarcat în Crimeea și au asediat orașul Sevastopol, baza principală a flotei țariste a Mării Negre, de unde venea principala amenințare de invadare a Mediteranei.
Rușii și-au sabordat navele de război, tunurile navale fiind folosite la mărirea numărului pieselor de artilerie folosite la apărarea fortificațiilor, iar marinarii au fost încadrați în trupele terestre pe post de infanteriști. Orașul a fost cucerit de englezi, francezi si italieni în septembrie 1855, imediat dupa capturarea fortului Malakof, principala reduta de rezistență. Rusii rămași în viață au abandonat orașul, strecurându-se pe un pod de vase spre nordul golfului de Nord (Severnaia).
În același an, rușii au asediat și cucerit fortăreața turcească de la Kars.

### Campania din Marea Azov și asediulTaganrogului
În primăvara anului 1855, comandanții aliați franco-britanici au decis să trimită un corp expediționar în Marea Azov care să distrugă comunicațiile și aprovizionarea Sevastopolului. Pe 12 mai 1855, vasele de război franco-engleze au intrat în Strâmtoarea Kerci și au distrus bateriile de coastă din golful Kamișevaia. Nouă zile mai târziu, flota aliată a atacat portul Taganrog, important datorită depozitelor de alimente (pâine, grâu, orz și secară), stocate aici după oprirea exporturilor rusești, datorată izbucnirii războiului. Portul era important și datorită faptului că se afla aproape de importantul oraș Rostov pe Don. 
Guvernatorul Taganrogului, Egor Tolstoi, și generalul-locotenent Ivan Krasnov au refuzat ultimatumul, răspunzând că rușii nu-și predau niciodată orașele. Aliații au bombardat orașul timp de mai bine de șase ore și au debarcat 300 de soldați, care au atacat centrul orașului, de unde au fost respinși de trupele cazacilor de pe Don și de subunitățile de voluntari. În iulie 1855, navele aliate au încercat să ocolească Taganrogul pentru a se îndrepta către Rostov pe Don, intrând pe râul Don prin râul Mius. Pe 12 iulie 1855 nava britanică  Jasper a eșuat lângă Taganrog datorită unui pescar care mutase balizele de semnalizare în apele puțin adânci. Cazacii au luat cu asalt vasul britanic și l-au aruncat în aer. A treia încercare de asediu a fost făcută pe 19-31 august 1855, dar orașul fusese, între timp, bine fortificat, iar desanturile aliate nu au reușit să se apropie suficient de țărm pentru a debarca. Flota aliată a părăsit Golful Taganrog pe 2 septembrie, continuând să efectueze operațiuni militare minore de-a lungul țărmurilor Mării Azov până toamna târziu.

### Teatrul de război din Baltica
Marea Baltică este unul dintre teatrele de război uitate. Popularizarea în exces a altor teatre de luptă a umbrit conflictul din această zonă, aflat în vecinătatea capitalei Rusiei. De la început, campania din Baltica a intrat în impas. Flota rusă a Mării Baltice, copleșită numeric, și-a redus mișcările la zonele din jurul fortificațiilor. Pe de altă parte, deși comandanții aliați aveau cea mai mare flotă de la războaiele napoleoniene, au considerat fortificațiile rusești, în special fortăreața de la Kronstadt, prea greu de cucerit, și de aceea și-au limitat operațiunile la blocarea comerțului rușilor și la raiduri pe coastele mai puțin apărate ale Finlandei. 

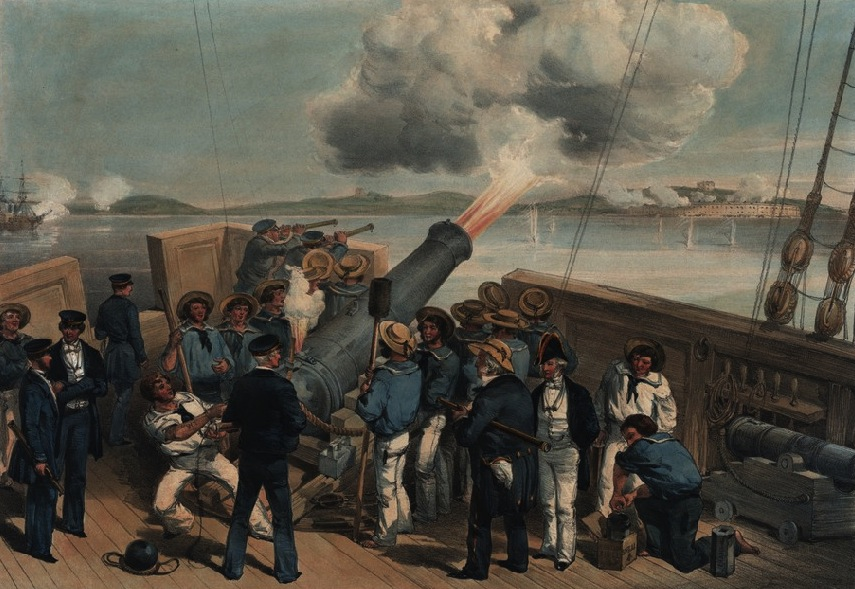
Bombardarea Sveaborg.

Rusia era dependentă de importuri atât pentru industria civilă, cât și pentru cea militară și pentru aprovizionarea armatei, blocada afectând foarte serios economia țării. Flota franco-britanică a reușit să distrugă câteva forturi de pe coasta finlandeză, dar multe alte tentative au fost respinse de ruși.
Incendierea depozitelor de gudron din Oulu (Uleåborg) și Raahe (Brahestad) a provocat critici internaționale, iar în Anglia, un deputat a cerut explicații Primului Lord al Amiralității despre un sistem care duce un mare război prin jefuirea și distrugerea  proprietății țăranilor lipsiți de apărare. În toamnă, flota aliată a părăsit Baltica pentru a se muta în Marea Albă, debarcând infanteriști în Peninsula Kola și pe Solovki. Încercarea aliaților de a lua cu asalt Arhanghelskul a dat greș, la fel ca și tentativa de cucerire a Petropavlovskul în Kamciatka.
În 1855, flota aliată a încercat să distrugă docurile puternic fortificate de la Sveaborg, de lângă Helsinki. Peste 1.000 de tunuri au încercat să distrugă fortăreața în timpul unui bombardament de două zile. În ciuda focului inamic, marinarii ruși de pe corabia Russia cu 120 de tunuri la bord au apărat cu succes intrarea în port. Aliații au lansat peste 20.000 de proiectile de artilerie asupra rușilor, dar nu au reușit să le reducă la tăcere bateriile de coastă. A fost pregătită o nouă flotă, formată din peste 300 de vase de război, dar, mai înainte de declanșarea atacului, s-a încheiat războiul.
O parte a reușitei apărătorilor ruși a fost pusă pe seama noilor mine marine. Minarea apelor este, în mod tradițional, considerată ca apărută în timpul Războiului Crimeii.

### Faza finală a războiului și tratativele de pace

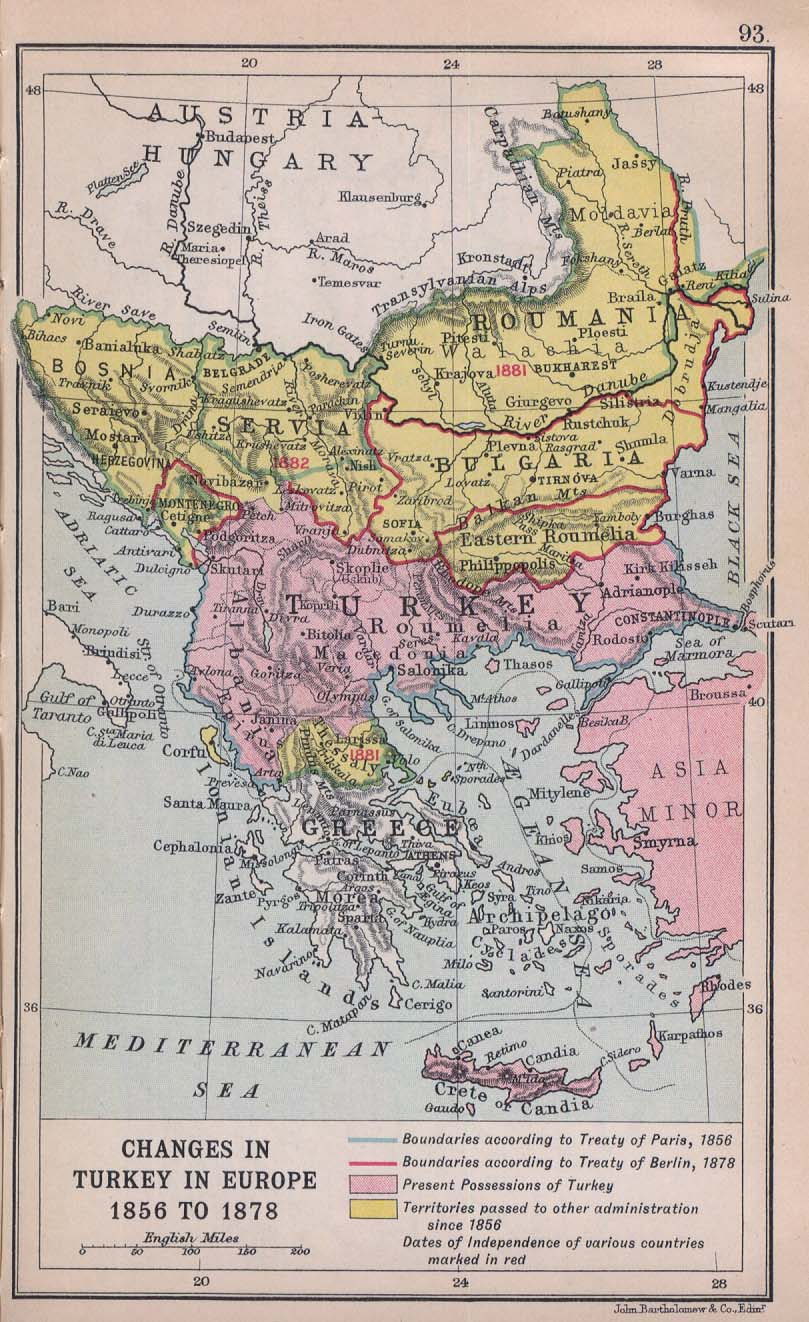
Pierderile teritoriale otomane (cu galben)

Negocierile de pace au început în 1856, în Rusia fiind pe tron un nou țar, Alexandru al II-lea. Prin prevederile Tratatului de la Paris din 1856, „planul în patru puncte” propus în 1854 a fost substanțial dezvoltat. În principal, privilegiile speciale ale Rusiei în Principatele Dunărene au fost transferate către grupul Marilor Puteri. Astfel, Țările Române au intrat sub protecția aliaților, iar Moldova a primit înapoi sudul Basarabiei, ocupată de ruși încă din 1812. 
În plus, navelor de luptă ale tuturor națiunilor le-a fost interzis accesul în Marea Neagră. Flota rusă fusese deja distrusă în timpul războiului. Mai mult, țarul și sultanul au fost de acord să nu mai înființeze nici un arsenal naval militar pe țărmurile mării. Clauza Mării Negre a fost o prevedere extrem de dezavantajoasă pentru Rusia, datorită scăderii drastice a amenințării țariste la adresa turcilor. Mai mult, Marile Puteri au acționat în direcția respectării independenței și integrității Imperiului Otoman.
Tratatul de la Paris a fost valabil până în 1871, când Franța a fost zdrobită de Prusia în războiul franco-prusac. În vreme ce Prusia și alte câteva state germane s-au unit pentru a forma Imperiul German, împăratul francez Napoleon al III-lea a fost detronat, apărând Republica Franceză. În timpul domniei sale, dornic să obțină sprijinul Angliei, Napoleon al III-lea s-a opus cu putere Rusiei în ceea ce privește rezolvarea Problemei Orientale. Conflictul ruso-otoman nu amenința în niciun fel interesele Franței. De aceea, Franța a încetat politica antirusă după proclamarea Republicii. Încurajată de atitudinea franceză și având și sprijinul cancelarului german Otto von Bismarck, Rusia a denunțat tratatul din 1856. Cum Anglia singură nu era capabilă să asigure respectarea tratatului, Rusia și-a reînființat flota din Marea Neagră.

## Caracteristicile războiului
Războiului Crimeii a ajuns să fie renumit pentru incompetența militară și logistică de care au dat dovadă toți liderii armatelor implicate în conflict. (Vezi și: Atacul Brigăzii ușoare). Holera a făcut ravagii printre militarii francezi în timpul asediului Sevastopolului. În noaptea de 14 noiembrie 1854, o furtună violentă a scufundat 30 de vase de aprovizionare cu materiale medicale, hrană, haine și alte mărfuri extrem de necesare (pierderile suferite atunci au determinat apariția primelor prognoze meteorologice). Tratamentul revoltător la care au fost supuși militarii răniți în iarna grea care a urmat a fost raportat de corespondenții de război, ducând la introducerea metodelor moderne de îngrijire a bolnavilor pe câmpul de luptă, cum este, de exemplu, anestezia, folosită în premieră de medicul rus Nicolai Pirogov, medic care este de asemenea, cel care a introdus sistemul modern de triaj, rațional, bazat pe acordarea priorității maxime celor cu șanse de supraviețuire, și nu celor cel mai grav răniți (cum se întâmpla în vechiul sistem de triaj introdus de francezul Dominique Jean Larrey). Printre noile tehnici folosite pentru tratarea răniților a fost și folosirea pentru prima oară a unui vehicul de tip ambulanță.
De asemenea, putând fi considerat ca un semn premonitoriu al sălbăticiei războiului modern al secolului XX, golit total de cutumele cavaleriei medievale, Războiul Crimeii ridică pe noi culmi bestialitatea umană, odată cu folosirea de către soldații francezi aflați sub comanda generalului Patrice de MacMahon, a cadavrelor soldaților ruși și chiar a trupurilor rușilor răniți și căzuți pe câmpul de luptă, drept „saci de nisip” pentru construit baricade.
În aceeași notă inedită, și în același timp a morbidului, înregistrată și ea de istorici, Războiul Crimeii a rămas cunoscut pentru introducerea „turismului de război”, ca și pentru jaful la care s-au dedat trupele occidentale care au asediat și cucerit Sevastopolul
Războiul Crimeii a introdus pentru prima oară și folosirea din punct de vedere tactic a căilor ferate și a altor invenții moderne ca telegraful. În timpului Războiului Crimeii, care este considerat de unii cercetători primul război modern, s-au folosit la scară largă tranșeele și bombardamentele „oarbe” de artilerie (care se bazau mai mult pe datele obținute de patrulele de recunoaștere decât pe observarea directă a câmpului de luptă). 
Folosirea gloanțelor Minié și a armelor cu țevi ghintuite au crescut în mod semnificativ puterea de foc a aliaților.
În timpul Războiului Crimeii, militarii britanici și francezi au învățat de la camarazii lor turci să folosească "trabucele din hârtie" – țigările – prin folosirea tutunului mărunțit presărat într-un petec de hârtie de ziar rulat manual.
Războiul Crimeii a produs un exod în masă al tătarilor din Crimeea către teritoriile otomane, ducând la depopularea gravă a peninsulei.
Se presupune că înfrângerea din acest război l-a făcut țarul Alexandru al II-lea să ia măsura abolirii iobăgiei în 1861.
Armata britanică a abolit practica cumpărării gradului militar ca urmare a dezastrului din bătălia de Balaclava.
A fost primul război în timpul căruia telegraful electric a început să aibă un rol important, cu primul raportaj "în direct" al lui William Howard Russell pentru The Times.
Florence Nightingale și Mary Seacole au ajuns faimoase datorită contribuțiilor lor în domeniul îngrijirii bolnavilor în spitalele de campanie.

## Evenimente importante care au avut loc în timpul războiului
- Cele mai importante bătălii:
  - Distrugerea flotei otomane la Sinope - 30 noiembrie 1853;
  - Bătălia de la Alma - 20 septembrie 1854
  - Asediul Sevastopolului - 25 septembrie 1854 - 8 septembrie 1855;
  - Bătălia de la Balaclava - 25 octombrie 1854 (Vezi și Atacul Brigăzii ușoare);
  - Bătălia de la Inkerman - 5 noiembrie 1854;
  - Bătălia de la Eupatoria - 17 februarie 1855;
  - Bătălia de pe râul Ciornaia - 25 august 1855.
  - Asediul Karsului – iunie - noiembrie 1855

## Principalii comandanți militari
- Imperiul Rus
  - Mihail Dmitrievich Gorciakov
  - Ivan Feodorovici Paskevici
  - Pavel Stepanovici Nahimov
  - Eduard Ivanovici Totleben
  - Alexandr Sergheevici Menșikov
- Regatul Unit
  - Earl of Cardigan
  - Lord Raglan
  - Sir Edmund Lyons
- Franța
  - Jacques Leroy de Saint Arnaud
  - François Certain Canrobert
- Imperiul Otoman
  - Abdulkerim Nadir Pașa
  - Omar Pașa